# Laddningshylsa

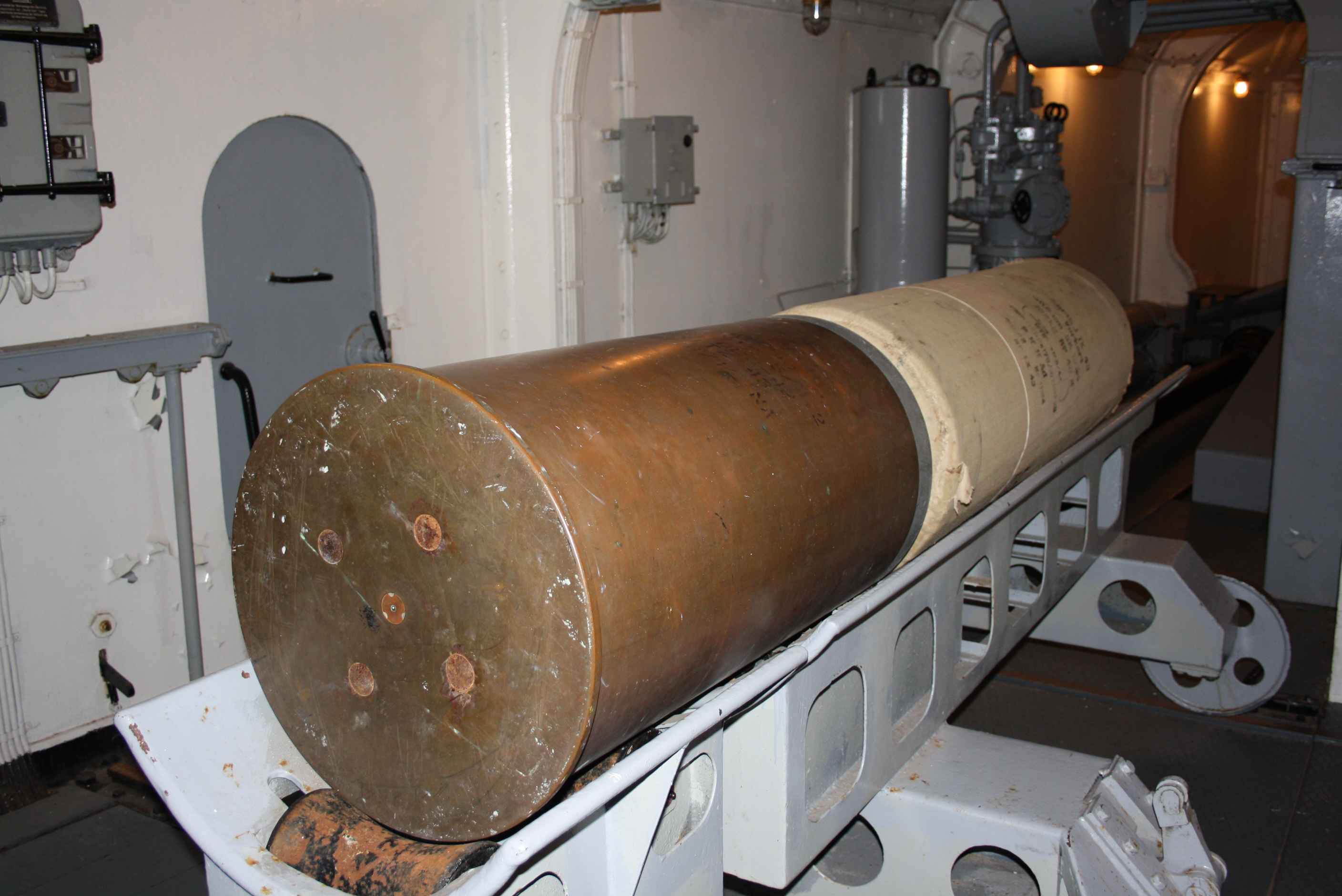
Dubbelladdning till en 406 mm kanon med laddningshylsa (bakre) och kardus (främre).

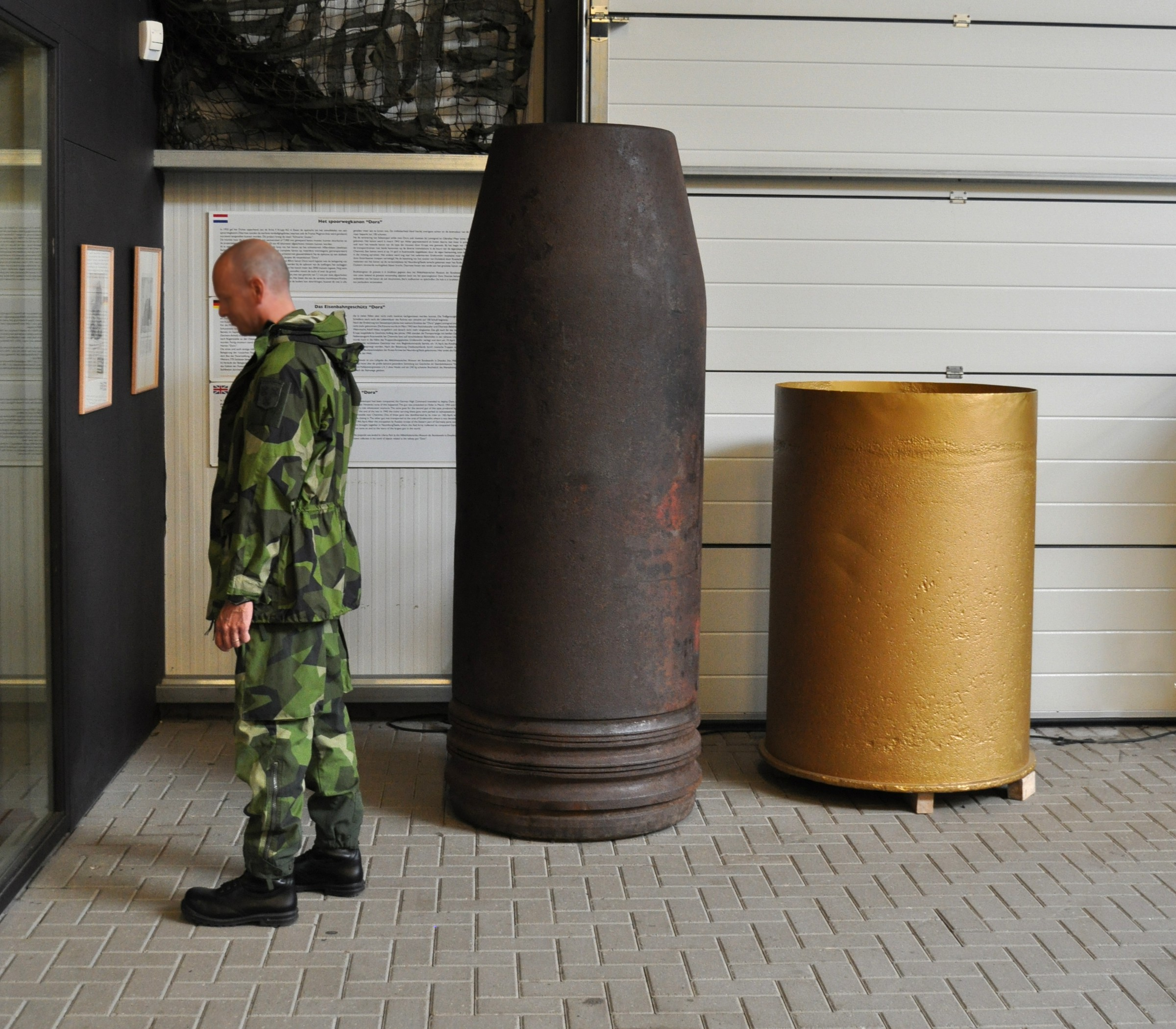
En granat och en laddningshylsa till en 80 cm järnvägskanon.

Laddningshylsor (militärförkortning: lngh) är en laddningsmetod för vissa eldrörsvapen där drivladdningen sitter i en hylsa som är skild från projektilen (så kallad delad ammunition) både under transport och laddande, varvid laddning sker i två moment: ansättning av projektilen först och därefter införande av hylsan. Hylsan har fast anbringat antändningsmedel men drivladdning kan vara lös i form av karduser och därmed justeras efter önskad räckvidd.

## Användningsområden
Systemet med laddningshylsor kan förekomma då man av vikt- eller utrymmesskäl önskar hantera projektil och drivladdning var för sig. Ammunition som annars är för tung eller för otymplig kan delas i två och därmed underlättar laddningsmomenten. Nackdelen är att laddningen sker i två moment och därmed tar längre tid än ett moment, samt ökar chansen att laddning utförs felaktigt.
I regel används laddningshylsor till haubitsar och andra artilleripjäser i syfte att skifta räckvidd genom reglering av drivladdningens styrka. För sjöartilleri och järnvägsartilleri används laddningshylsor för att underlätta laddning av mycket grova kalibrar. I vissa fall används principen av stuvningsskäl (utrymmesskäl), exempelvis hos vissa stridsvagnar, där det finns behov av mycket stor och kraftfull ammunition men för lite utrymme att manövrera denna, varvid uppdelning i två minskar otympligheten. Bland annat ryska stridsvagnskanoner i kaliber 125 mm använder laddningshylsa av denna anledning.

## Annan delad ammunition
Utöver laddningshylsa finns även delad patron och delbar patron, där patron anger att projektil och hylsa laddas sammansatt.

### Delad patron
Delade patroner är kompletta skott, eventuellt utan tändrör, där projektil och patronhylsa är skilda åt under transport men förenas före laddandet.

### Delbar patron
Delade patroner är kompletta skott, eventuellt utan tändrör, där projektil och patronhylsa är skiljbart förenade. Hylsan kan tillfälligt skiljas från projektilen så att drivladdningens storlek kan ändras.